# Cesare Baglioni
Cesare Baglioni ou Cesare Baglione (1545 à Crémone - 1615 à Parme) est un peintre italien baroque, connu pour ses peintures en quadratura à Padoue et à Rome.

### Biographie
Leonello Spada et Girolamo Curti furent de ses élèves.

### Sources
- (en) Cet article est partiellement ou en totalité issu de l’article de Wikipédia en anglais intitulé « Cesare Baglioni » (voir la liste des auteurs).